# 毘目智仙
毘目智仙(梵文：Vimokṣaprajñā-ṛṣi)，又名毘目仙人，六世紀北印度烏萇國人，為釋迦族之後裔。北魏時，與瞿曇般若流支來華，於鄴城金華寺共譯《迴諍論》、《業成就論》、《轉法輪經憂波提舍》、《寶髻經四法憂波提舍》、《三具足經優波提舍》等五部論，與《聖善住意天子所問經》，其他譯著亦多，惜今已不傳。復為利益眾生而越沙險，遊化諸方。後不知所終。